# Kors
För andra betydelser, se Kors (olika betydelser).

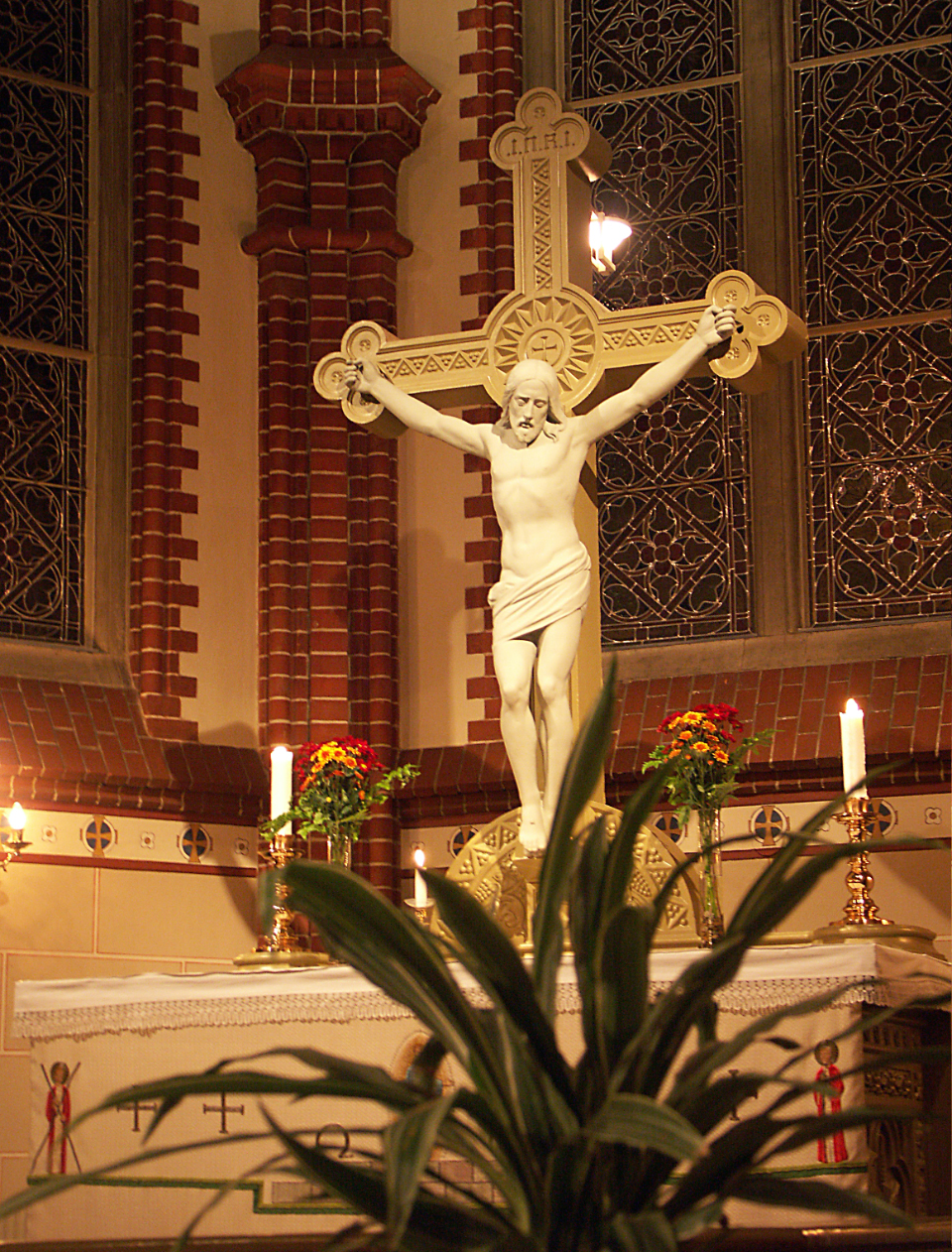
Altarkors.

Ett kors är en figur där en eller flera linjer skär en lodrät linje, vanligen i rät vinkel. Kryss är ett tecken i form av ett snedställt kors. 

## Kristendom
Korset är numera främst en kristen symbol. Religionens grundare, Jesus, blev enligt Bibeln avrättad då han jämte två rövare korsfästes på Golgata i Jerusalem. Bakom domens verkställande stod den romerska ockupationsmakten på begäran av Sanhedrin. Även flera andra av kristendomens ledare, däribland Petrus, blev korsfästa.
I kristen litteratur har Jesu kors ofta givits kosmiska dimensioner. I de apokryfa Andreasakterna heter det att Kristi kors med sin lodräta balk förbinder det allra djupaste med det allra högsta, att det pekar mot höjden, mot det gudomliga Logos som är Kristus själv, medan dess tvärbalk håller samman kosmos. I det kristna korset förbinds tanken på offer och död med räddning, uppståndelse och evigt liv. Korset är en martyrpåle, men samtidigt ett segertecken så som det framställs i fornkristna mosaiker. 
I Minucius Felixs skrift Octavius, kap IX och XXIX står det att korset användes som en symbol för de kristna redan under det första och andra århundradet. Tertullianus skriver i kapitel 3 sin bok De Corona, från år 204, att kristna regelbundet gjorde korstecknet på sina pannor. Enligt den judiska encyklopedian  användes korset redan under det första århundradet.  Den romerske kejsaren Konstantin den stores mor sankta Helena uppgavs omkring år 300  ha funnit det sanna korset. Många av de kristna pilgrimer som dog under sina färder begravdes under ett taukors[källa behövs], en symbol som hämtats från icke-kristna religioner. Kejsar Konstantin införlivade symbolen Labarum i den kristna läran för att ena de religiösa inom sitt rike, och påstod att han i en syn från Gud sett tecknet i himlen varmed de skulle segra i striden, se In hoc signo vinces.

## Typer av kors
- Andreaskors
- Ankarkors
- Ankh, egyptiskt kors
- Antoniuskors
- Armeniskt stenkors (Khachkars)
- Burgundiskt kors
- Cirkelkors
- Dagmarskors
- Filippuskors
- Flätat kors
- Frimurarkors
- Gaffelkors
- Georgskors
- Grekiskt kors
- Svastika, hakkors
- Hammarkors
- Hjulkors
- Jakobskors
- Jerusalemkors
- Kelterkors, Odins kors
- Konstantinkors
- Kulkors
- Klöverbladskors
- Korsat kors
- Kryckkors
- Latinskt kors
- Lauburu, Baskiskt kors
- Liljekors
- Lothringenkors, lorrainekors
- Mantuanskt kors
- Johannitkors, malteserkors
- Ortodoxt kors
- Patriarkalkors
- Petruskors
- Påvekors
- Ringkors
- Runstenskors
- Ryskt kors
- Serbiskt kors, tetragrammatiskt kors
- Spikkors
- Stickkors
- Solkors
- Stjärnkors
- Taukors (T-kors), antoniuskors, antoniterkors
- Vargkorset
- Uppståndelsekors

## Kors i frikyrkan
Kors med Jesus "uppspikad" är ovanligt inom frikyrkan. En informationstext om Vallda metodistkapell i Halland belyser detta: "Bakom predikstolsaltaret hänger en stor målning av John B. Svedholm från 1873. Korset är tomt - Kristus är alltså uppstånden!"

## Bilder

Ankarkors.
Latinskt kors.
Grekiskt kors.
Patriarkalkors med klöverblad.